# ماري ألكسندرين بيكر
ماري ألكسندرين بيكر هي قاتل متسلسل بلجيكية، ولدت في 14 يوليو 1879 في Waasmont ‏ في بلجيكا، وتوفيت في 11 يونيو 1942 في Forest, Belgium ‏ في بلجيكا.